# Качественные методы исследований
Качественные методы исследования — это методы социальных наук, ориентированные на исследование индивидов, понимание и объяснение субъективных аспектов их взаимодействия. Предметом качественных исследований в социальных науках являются индивиды как исполнители социальных ролей, характер исполнения ролей (вариации социального выбора), смысл уникальных социальных явлений, культурные символы и ритуалы. В социальных науках различают качественные и количественные методы исследований.

## Определение
«Качественный метод как инструмент является составной частью специфической методологии, которую можно назвать качественной или гуманистической социологией и считать отдельной областью социологического знания».
Область качественных исследований можно назвать самостоятельной, но она имеет общее методологическое основание: эмпирическое (выход исследователей из кабинетов), объектом интереса предстают конкретные люди («живые актёры»); исследуется специфика соотношения индивидуального и социального в конкретных жизненных ситуациях (расхождение социальной роли и практики).
В основном в качественных исследованиях рассматривают конкретных людей в конкретных ситуациях. Рассматриваются такие аспекты как повседневное взаимодействие людей, которое исследуется с точки зрения социального (социальный статус, социальная роль) или культурного дискурса (нормы, образцы поведения, культурные символы).
«Общий фокус качественного исследования концентрирует внимание на частном, особенном в описании целостной картины социальных практик».
Качественное исследование опирается на данные, полученные исследователем из первых рук: интервью, анкетирования, использования фокус-групп, наблюдения за участниками участников с записью, сделанные в естественных условиях. Данные, как правило, не числовые. Качественные методы также включают этнографию, обоснованную теорию, дискурсивный анализ и интерпретативный феноменологический анализ. Качественные методы исследования применяются в социологии, антропологии, политологии, психологии, социальной работе и педагогических исследованиях. Основной предмет изучения для исследователей — понимание индивидами своей социальной реальности.

## Философские направления
Качественные исследования основаны на нескольких направлениях философской мысли и изучают разные аспекты человеческой жизни, такие как самовыражение, убеждения, мораль, стресс и воображение. Современные качественные исследования находятся под влиянием философии позитивизма, постпозитивизма, критической теории и конструктивизма. Также на подходы исследователей к качественным исследованиям оказали влияние феноменология, социальный конструкционизм, символический интеракционизм.
Феноменология включает в себя исследование структуры индивидуального сознания и общего субъективного опыта. Подходы к качественному исследованию, основанные на конструктивизме, такие как обоснованная теория, обращают внимание на то, как субъективность исследователя и участников исследования может повлиять на теорию, которая развивается из исследования. Символический интеракционистский подход к качественным исследованиям стремится объяснить, как индивиды и группы развивают понимание мира. Традиционные позитивистские подходы к качественным исследованиям стремятся к более объективному пониманию социального мира. Также на качественные исследования оказали влияние социология знания и работы Альфреда Шюца, Питера Бергера, Томаса Лукмана и Гарольда Гарфинкеля.

## Тактики применения качественных исследований
Тактики, применяемые в настоящее время в области качественной социологии: кейс-стади, этнографические исследования, историческое исследование или устная история, история жизни, история семьи, восхождение к теории или grounded theory.
Кейс-стади — традиционная тактика качественного исследования, изучение уникального объекта в совокупности его взаимосвязей. Объектом анализа в этой тактике обычно является случай или социально-психологические особенности личности («клинический случай»).
«Специфика кейс-стади состоит в глубинном изучении своеобразия объекта, выводы о результатах обычно носят сугубо локальный, прикладной характер и направлены на выработку рекомендаций по разрешению конфликтов или более успешному функционированию общности».
Этнографическое исследование — имеет описательный характер и представляет собой всесторонний анализ каждодневной коллективной практики определённой общности с точки зрения её культуры (нормы, традиции, ценности, язык, мифы), отличающейся по стилю и образцам поведения от основной массы населения. Исследовательская задача этнографического подхода: представление нового знания о культуре. Источниками информации в таком исследовании могут быть письма, личные документы, фотографии, образцы фольклора, а также групповые интервью.
Историческое исследование (устная история) — описывает субъективный опыт переживания определённых исторических событий. Данная тактика может быть направлена на изучение локальных или общезначимых исторических событий (история движений, организаций; населенного пункта), на описание опыта переживания крупного исторического процесса или события (войны, революции, репрессий, катастрофы). Особенность данного направления — отношение к информанту как очевидцу исторических событий. В центре анализа данной тактики лежат проблемы, связанные с социальной историей или психоисторией. Источники информации: мемуары, дневники, письма, интервью и, конечно, имеющиеся официальные исторические свидетельства.
История жизни (биографический метод) — изучение индивидуального пути и жизненного опыта на разных стадиях (от детства к взрослению и старению). Объектом интереса может быть история жизни великого или выдающегося человека; индивида, достигшего большого жизненного успеха, или история жизни обычного среднего человека. Метод получения информации — биографическое интервью.
Источники информации: «совокупность биографических интервью (как основная база), официальные и личные документы, социальная статистика, архивы, данные опросов общественного мнения, описывающие социальный контекст коллективной практики».
История семьи — взаимодействие семьи и общества на протяжении поколений. Источниками информации здесь служат семейные архивы, глубинные интервью с представителями разных поколений, генеалогические графы.
Восхождение к теории или grounded theory отличается способом анализа данных, ориентированным на построение теории случая.
Цель данного исследования состоит в рассмотрении конкретной жизненной ситуации как формы проявления определённого феномена, который подлежит теоретизированию— обобщенному абстрактному представлению в виде теоретического утверждения или гипотез относительно данного феномена, наблюдаемого в реальной практике.

## Методы качественных исследований
Методы качественных исследований: наблюдение, глубинное интервью (нарративное интервью, полуструктурированное интервью, диалоговое интервью), фокус-группа, анализ личных документов (письма), визуальные документы (фотография, фильмы и видеофильмы)
Проведение глубинных и экспертных интервью относится к качественным методам исследований. Главное отличие качественных методов от количественных состоит в том, что в первом случае данные собираются со сравнительно небольшой группы респондентов и не анализируются при помощи статистики, в то время как при использовании количественных методов исследуется большая группа людей, а данные в дальнейшем анализируются с помощью статистических методов.
В основном качественные исследования используются для обозначения проблемы и выработки гипотез. Также они могут использоваться в качестве предварительных к количественным исследованиям для определения основных показателей. Из-за небольшого размера группы респондентов результаты качественных исследований нельзя обобщать на все население. Однако они могут быть чрезвычайно полезны для изучения того или иного вопроса, оценки различных программ. Кроме того, качественные методы позволяют, в отличие от количественных, выявить внутренние мотивы и побуждения людей.

## Критика качественных методов исследований
Недостатками качественных методов исследований являются : большая вероятность субъективизма в анализе, сложность анализа полученных данных. Также велика потребность в высококвалифицированных исследователях, например, модераторах.
Несмотря на свою практичность, качественные методы исследований поддавались критике. Так, Р. Лапьера говорил о том, что количественные измерения, конечно, точны, качественные, конечно, имеют субъективные ошибки, тем не менее, представляется более ценной тонкая догадка, чем аккуратное исследование по не относящемуся к делу явлению. Дж. Кэмпбелл отмечал, что качественные методы наряду с возможностями количественной проверки, полученной на их основе информации, обладают и внутренними механизмами валидизации, хотя эти механизмы до настоящего времени остаются недостаточно изученными.
А. В. Матвеев выделяет следующие «недостатки качественных методов исследования:
- Смещение изначальных задач исследования в результате меняющейся природы контекста;
- Формулирование выводов, которые несут в себе личностную окраску исследователя;
- Невозможность исследования причинно-следственной связи между изучаемыми явлениями;
- Проблематичность объяснения различий между качеством и количеством информации, полученной от различных респондентов и формулирование на основании данной информации разнящихся, несостоятельных выводов;
- Высокий уровень профессионализма исследователя как необходимое условие для получения объективной и необходимой информации;
- Отсутствие полной объективности и надежности выводов, так как респондент может сам выбирать, что ему говорить».[9]

## Глубинные интервью
Наиболее известный и часто используемый качественный метод — проведение глубинного интервью. В ходе данного интервью используются вопросы, ответом на которые предполагается не однозначное «да» или «нет», а развернутый ответ. Часто глубинные интервью используются для оценки эффекта той или иной программы.
Глубинное интервью представляет собой неформальную личную беседу, проводимую интервьюером по заранее намеченному плану и основанную на использовании методик, побуждающих респондентов к продолжительным и обстоятельным рассуждениям по интересующему исследователя кругу вопросов. Интервью проводится один на один и длится от 30 до 60 минут. В ходе интервью исследуются личное мнение респондента, его убеждения и ценности. Глубинные интервью могут занимать большое количество времени, некоторые ответы иногда бывает сложно проинтерпретировать.
Проведение глубинного интервью предполагает наличие определённых навыков у интервьюера. Важно, чтобы интервью проводил опытный интервьюер, так как велика вероятность влияния предвзятого отношения интервьюера на конечный результат исследования. Интервьюер должен собрать все необходимые детали и в то же время не сбить респондента с его мысли.

### Структура глубинного интервью
У глубинных интервью нет четкой структуры, в отличие, к примеру, от различных количественных опросов, в ходе которых одни и те же вопросы задаются всем респондентам. Обычно глубинные интервью начинаются с общих вопросов, а затем переходят к более целенаправленным. Часто используется так называемый «многоступенчатый анализ»,когда интервьюер сначала задаёт вопросы, связанные с внешними объектами и социальными явлениями и процессами, а затем переходит к вопросам о личном отношении и чувствах респондента. Также в ходе глубинного интервью может использоваться метод «выявления скрытых проблем», когда интервьюер концентрируется на личных переживаниях респондента, и метод «символического анализа», в ходе которого респонденту задаются вопросы не о тех предметах и явлениях, исследование которых проводится, а о противоположным им. Индивидуальная история жизни может стать основой и при изучении способов
«проживания» жизненных событий: индивидуальных кризисов, поворотных моментов в
биографическом пути, социально-исторической ситуации.
Биографические повествования могут стать предметом анализа и в своей совокупности
— как коллективный опыт «проживания» определённой социальной ситуации.
Сравнительный анализ большого числа аналогичных случаев (примерно от 5 до 25)
становится основой для описания социальной проблемы, которая вырисовывается за время проведения интервью.

## Экспертные интервью
Экспертное интервью — одна из разновидностей глубинного интервью, его главной особенностью является статус и компетентность респондента, который выступает опытным участником изучаемой программы. Экспертное интервью предполагает получение от респондента развернутых ответов.
Эксперты — специалисты, которым известны специфические стороны изучаемого явления. В большинстве случаев экспертные интервью проводятся с представителями исполнительной и законодательной власти, учеными, работниками вузов и научно-исследовательских организаций, сотрудниками негосударственных, частных экспертных или консультационных структур, членами экспертных советов, руководителями компаний или руководителями крупных подразделений и т. п.
Для проведения опроса интервьюер должен обладать достаточной компетентностью в изучаемом предмете, а также знать терминологию, используемую профессионалами при обсуждении вопросов по теме исследования.
В экспертных интервью важен не столько сам респондент, а его экспертные знания в той или иной области. Важно, чтобы во время интервью респондент не выражал информацию о себе и не рассказывал о своих знаниях, а давал экспертную оценку.

### Преимущества
- возможность получить информацию от специалистов;
- возможность получения оценок и мнений, которые существуют в профессиональном сообществе;
- возможность выявить такие особенности исследуемой программы, которые известны только непосредственным участникам;
- возможность проверить существующие гипотезы и предположения в беседе с профессионалами;
- возможность получить информацию от респондента, для которого неприемлемы никакие другие формы интервьюирования.

### Недостатки
- субъективизм восприятия данных исследования и подверженность получаемых результатов влиянию действующих в изучаемой профессиональной среде мифов и установок;
- продолжительность подготовки интервью и небольшое количество — обычно число интервью колеблется от 10 до 20 в рамках одного проекта;
- невозможность однозначно распространять полученные данные на все сферы действия программы;
- относительная дороговизна получаемого мнения от одного эксперта.

## Стиль проведения интервью
Глубинные и экспертные интервью могут проводиться практически в любом месте, главное, чтобы обстановка была уютной как для респондента, так и для интервьюера.
Интервью обычно проводятся в так называемом «мягком стиле». При «мягком» стиле ведения интервьюер действует в соответствии со следующими правилами:
- стремится, чтобы респондент чувствовал себя непринуждённо и не ощущал превосходства интервьюера;
- стремится быть объективным и сдержанным в выражении своих эмоций;
- выбирает манеру поведения, располагающую к откровенному разговору;
- добивается от респондента развернутых ответов с помощью техники зондирующих вопросов.